# 김치현
김치현(1977년 ~ )은 키움 히어로즈의 단장이다.